# Balyktach
Il Balyktach è un fiume della Russia siberiana nord-orientale, tributario del mare della Siberia orientale. Scorre nell'ulus (distretto) Bulunskij della Sacha-Jakuzia.
Il fiume è il maggiore corso d'acqua dell'isola Kotel'nyj, asse idrografico del maggiore bacino imbrifero dell'isola; nasce da alcuni modestissimi rilievi nella parte occidentale dell'isola, scorrendo verso sudest piegando successivamente verso sudovest, in un bacino ricco di laghi (circa 150), ricevendo gli affluenti Tichaja (53 km) e Kustach-Jurjach (83 km) dalla sinistra idrografica, Tuora-Jurjach (63 km) e Glubokaja (69 km) dalla destra.
In dipendenza del clima artico del suo bacino, il Balyktach soffre di lunghi periodi di gelo, che si prolungano per la gran parte dell'anno (mediamente dalla fine di settembre alla seconda metà di giugno).